# 麓川府
麓川府，是明代雲南承宣布政使司下轄的一個府，元代中統初內附，至元十三年立為麓川路，洪武十五年三月為府。其今地在瑞麗附近。